# Simba Makoni
Simbarashe Herbert Stanley Makoni (n. Manicalandia, 22 de marzo de 1950) es un político zimbabuense que fue candidato presidencial en las elecciones presidenciales de Zimbabue de 2008 contra el presidente Robert Mugabe. Fue ministro de finanzas y desarrollo económico en el gabinete de Mugabe de 2000 a 2002. Se enfrentó a una fuerte oposición durante el cambio económico en Zimbabue a principios de la década de 2000, ya que sus políticas contradecían las del resto del partido, la Unión Nacional Africana de Zimbabue - Frente Patriótico.

## Primeros años
Makoni estudio química en el Reino Unido durante la guerra civil rodesiana. Durante sus estudios, representó a la Unión Nacional Africana de Zimbabue (ZANU) en Europa. Obtuvo su licenciatura en la Universidad de Leeds y un doctorado en el Leicester Polytechnic en química médica. También posee una granja en Headlands, Zimbabue.

## Carrera política

### Dentro de ZANU-PF
Makoni fue nombrado Viceministro de Agricultura en 1980, al asumir Robert Mugabe su primer gobierno tras la independencia formal de Zimbabue. Makoni tenía entonces treinta años. En 1981, fue movido al puesto de Ministro de Industria y Desarrollo Energético, donde permaneció hasta 1983.
En 1983, Makoni fue elegido como el Secretario Ejecutivo de la Comunidad de Desarrollo de África Austral (SADC), sirviendo en ese puesto durante diez años. Una estafa de $25.000 que sacudió a la SADC en 1993, resultó en el despido de tres oficiales financieros, que implicaron a Makoni. Él aceptó toda la responsabilidad como secretario ejecutivo, pero negó cualquier fechoría personal. Tras dejar definitivamente la SADC en 1994, Makoni se convirtió en director gerente de Zimbabwe Newspapers, puesto en el que permanecería hasta 1997.
Makoni regresó al Gabinete como Ministro de Finanzas por Mugabe el 15 de julio de 2000, después de las elecciones parlamentarias de junio de 2000 de ese año. Como Ministro de Finanzas, apoyó la devaluación del dólar zimbabuense , una política que no fue favorecida por Mugabe, y fue reemplazado por Herbert Murerwa en el nuevo gabinete nombrado el 25 de agosto de 2002. Durante el período de Murerwa, estallaría la hiperinflación que dejaría al dólar zimbabuense como la moneda con menos valor del mundo.

### Candidatura presidencial de 2008
Desde principios de 2003, se informaba que Makoni era considerado por algunos en ZANU-PF y el opositor Movimiento por el Cambio Democrático, así como por mediadores africanos, como un potencial reemplazo para Mugabe. En enero de 2008, la BBC informó que Simba Makoni podría ser nominado para competir contra Mugabe en las elecciones presidenciales de marzo de 2008. Makoni intentó presentarse como candidato a diputado de la Cámara de Representantes, pero fue rechazado bajo la excusa de que había presentado su curriculum vitae demasiado tarde.
El 5 de febrero de 2008, Simba Makoni celebró una conferencia de prensa en Harare en la que afirmó que estaba desafiando a Robert Mugabe para convertirse en el próximo Presidente de Zimbabue. Hasta ese momento, él había permanecido como miembro del Politburó de ZANU-PF y era Subsecretario de Asuntos Económicos del partido.
Makoni dijo que le hubiera gustado presentarse como candidato de ZANU-PF, pero como no podía hacerlo, se postuló como independiente. Más tarde dijo que su conclusión de que el cambio político era necesario no era el resultado de un "despertar de San Pablo en el camino a Damasco. Esto ha sido un continuo, las cosas se han ido acumulando".
Joseph Chinotimba, un veterano de guerra que encabezó las violentas invasiones de las granjas de propiedad blanca en 2000, amenazó a Makoni con violencia tras el anuncio de su candidatura. Una figura destacada en ZANU-PF, Emmerson Mnangagwa, le dijo a ZBC TV que al elegir postularse para un puesto cuando el grupo ya había elegido a alguien para representar esa posición, Makoni había sido expulsado del partido. El periódico The Herald describió a Makoni como un títere del Reino Unido enviado para dividir el voto oficialista en favor del candidato opositor, Morgan Tsvangirai.
Hablando el 7 de febrero, Makoni negó las afirmaciones de que era un peón occidental o que estaba siendo utilizado por el propio ZANU-PF para dividir el voto opositor. También dijo que la constitución de ZANU-PF no preveía la expulsión automática y que aún se consideraba miembro de ZANU-PF hasta que lo echaran mediante un proceso legal. Refiriéndose al apoyo que dice tener dentro de ZANU-PF, instó a estos seguidores a "permanecer firmes y no ser intimidados". El portavoz de ZANU-PF, Nathan Shamuyarira, posteriormente trató de aclarar el asunto diciendo que Makoni fue expulsado del partido, de acuerdo con las reglas del partido que estipulan la expulsión de un miembro que desafía a un candidato designado ZANU-PF en una elección, y dijo que cualquiera que apoyara a Makoni sería expulsado también. Morgan Tsvangirai dijo el 11 de febrero que Makoni era simplemente "vino viejo en una botella nueva" y que no se aliaría con Makoni para las elecciones.
Mugabe habló sobre la candidatura de Makoni por primera vez el 21 de febrero, describiéndola como "absolutamente vergonzosa", comparando a Makoni con una prostituta, y criticando a Makoni por lo que él consideraba una actitud egocéntrica y personalista.
Cuando Makoni anunció su candidatura, afirmó que muchos en ZANU-PF particularmente los "pesos pesados" políticos públicamente anunciarían su apoyo para él. Esto desencadenó una intensa especulación de que el esposo del vicepresidente y comandante retirado del ejército, Solomon Mujuru, le declararía su apoyo. Sin embargo, ninguno de esos pesos pesados lo apoyó. Sin embargo, se hicieron los siguientes respaldos notables:
- El 15 de febrero, Arthur Mutambara, el líder de otra facción del MDC no dirigida por Tsvangirai, dijo que no se postularía para presidente y que su facción en su lugar respaldaría a Makoni.[23]
- En la apertura de la campaña de Makoni el 29 de febrero, el exministro del Interior Dumiso Dabengwa y el expresidente del Parlamento Cyril Ndebele estuvieron presentes para apoyarlo.[24] También presente en White City Hall, donde Makoni lanzó su campaña, Edgar Tekere quien juró hacer una campaña contra Mugabe hasta el momento de las elecciones.
- Fay Chung, exministra de Educación y Cultura de Zimbabue y candidata independiente en las elecciones senatoriales de marzo de 2008, respaldó formalmente a Makoni.[25]

Los resultados oficiales indicaron que Makoni había recibido el 8.31% de los votos, terminando tercero. Apoyó a Tsvangirai en la segunda vuelta.

## Vida posterior
Desde las elecciones presidenciales, Makoni ha manifestado varias veces su intención de convertir su formación Mavambo/Kusile/Dawn en un partido político formal. El 22 de julio de 2008, el comité de gestión nacional de la formación se reunió y acordó finalizar la transformación del proyecto en un partido político, que se conocería como la Alianza Nacional para la Democracia. En 2009, los líderes de la organización anunciaron que había sucedido una lucha de poder y que Makoni fue expulsado.